# Mészáros József (labdarúgó)
Mészáros József (Pestszenterzsébet, 1923. január 16. – Budapest, 1997. április 21.) válogatott labdarúgó, edző, sportvezető.

## Pályafutása

### Ferencváros
1938-ban a Pesterzsébeti MTK-ban kezdte a labdarúgást. 1940-ben került az élvonalbeli Kispesthez, ahol 1948-ig a legjobb eredménye az 1946-47-es bajnoki ezüstérem volt. Kispesten 203 bajnoki mérkőzésen szerepelt és 112 gólt szerzett. 1948-ban innen került be a válogatottba.
1948–1954 között a Ferencváros labdarúgója volt. 1948-49-ben a bajnoki címet nyert a csapattal. A bajnokcsapatnak olyan kiválóságai voltak, mint Henni Géza, Rudas Ferenc, Csanádi Árpád, Lakat Károly, Budai László, Kocsis Sándor, Deák Ferenc, és Czibor Zoltán. A következő idényben ezüstérmesek lettek. 1950 nyarán politikai nyomásra öt meghatározó játékos távozott a Fraditól (Kocsis, Budai, Czibor, Deák, Henni). 1954. augusztus 15-én a Sztálinváros elleni 1-0-s győztes mérkőzésen lépett utoljára pályára az FTC-ben (Kinizsiben), és ezzel ebben az évben harmadik helyezést ért el a csapattal. 1957 tavaszán visszaigazolt a Ferencvároshoz és részt vett a csapat ausztráliai portyáján, ahol egy mérkőzésen játszott is (FTC-Indonézia 3-0). A Fradiban összesen 185 mérkőzésen szerepelt (136 bajnoki, 30 nemzetközi, 19 hazai díjmérkőzés) és 40 gólt szerzett (30 bajnoki, 10 egyéb).

### A válogatottban
1948-ban 1 alkalommal szerepelt a válogatottban és 2 gólt szerzett Románia ellen (9-0).

### Edzőként
1956-tól edzőként is dolgozott.
1961–1965 között a Ferencváros vezetőedzője volt. Két bajnoki címet és 1965-ben Vásárvárosok Kupáját nyert a csapattal. Az egyetlen magyar edző, aki magyar csapattal európai kupasikert ért el.
1966-os és 1967-es idényben a Salgótarjáni Bányász vezetőedzője volt. 1967-ben MNK döntős volt a csapattal. 1968-an az MLSZ alkalmazásában szövetségi edzőként tevékenykedett. 1969 és 1970 között a Rába ETO vezetőedzője volt. 1971–1973 között visszatért Kispestre és az 1971-72-es idényben ezüstérmet szerzett a Bp. Honvéddal.
1978–1980 között a Ferencváros labdarúgó-szakosztályának elnöke volt. Haláláig elnöke volt az FTC Baráti Körének.

## Sikerei, díjai

### Játékosként
- Magyar bajnokság
  - bajnok: 1948-49
  - 2.: 1946-47 (Kispest), 1949-50
  - 3.: 1954
- az FTC örökös bajnoka: 1974

### Edzőként
Ferencváros
- Magyar bajnokság
  - bajnok: 1962-63, 1964
  - 2.: 1965
  - 3.: 1961-62, 1963-ősz
- Vásárvárosok Kupája
  - győztes: 1964-65
  - elődöntős: 1962-63

Salgótarjáni BTC
- Magyar Népköztársasági Kupa (MNK)
  - döntős: 1967

Bp. Honvéd
- Magyar bajnokság
  - 2.: 1971-72
- Mesteredző (1967)

## Statisztika

### Mérkőzése a válogatottban
| Magyarország | Magyarország    | Magyarország                | Magyarország | Magyarország | Magyarország | Magyarország | Magyarország | Magyarország |
| #            | Dátum           | Helyszín                    | Hazai        | Eredmény     | Vendég       | Kiírás       | Gólok        | Esemény      |
| ------------ | --------------- | --------------------------- | ------------ | ------------ | ------------ | ------------ | ------------ | ------------ |
| 1.           | 1948. június 6. | Újpest, Megyeri úti stadion | Magyarország | 9 – 0        | Románia      | Balkán-kupa  | 2            | 30' 46'      |
|              | Összesen        |                             |              | 1            | mérkőzés     |              | 2            | gól          |